# Макнил (Арканзас)
Макнил (енгл. McNeil) град је у америчкој савезној држави Арканзас.

## Демографија
По попису из 2010. године број становника је 516, што је 146 (-22,1%) становника мање него 2000. године.
| Група             | 2000.       | 2010.       |
| Белци             | 267 (40,3%) | 229 (44,4%) |
| Афроамериканци    | 386 (58,3%) | 281 (54,5%) |
| Азијати           | 1 (0,2%)    | 0 (0,0%)    |
| Хиспаноамериканци | 9 (1,4%)    | 9 (1,7%)    |
| Укупно            | 662         | 516         |